# 阿空加瓜河

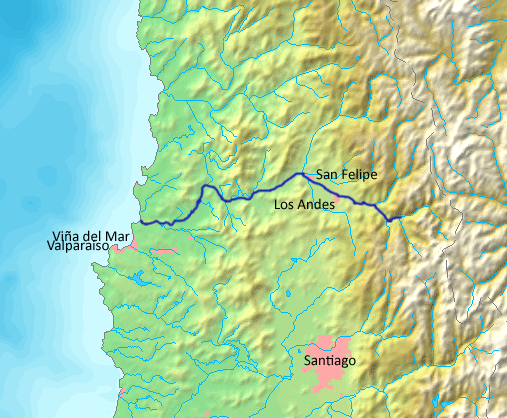

阿空加瓜河（西班牙語：Río Aconcagua）是智利的河流，位於該國中部，由瓦爾帕萊索大區負責管轄，河道全長142公里，流域面積7,340平方公里，平均流量每秒39立方米。

## 外部連結
- Aconcagua River Map

32°54′54″S 71°30′30″W / 32.91500°S 71.50833°W